# Kingidium hookerianum
Kingidium hookerianum là một loài thực vật có hoa trong họ Lan. Loài này được (Hook. f.) O. Gruss & Röllke mô tả khoa học đầu tiên năm 1995.